# Idioma tamil
El tamil o támil (autoglotónimo தமிழ் támiḻ [ˈtamiɻ]) es una lengua drávida que se habla principalmente en Tamil Nadu (India) y en el noreste de Sri Lanka. Es la lengua drávida con el segundo mayor número de hablantes después del telugu y es la de mayor desarrollo literario. Actualmente se calcula que tiene unos 70 millones de hablantes. 
Existen también destacados núcleos de hablantes en Malasia, Vietnam, Singapur (donde es una de las cuatro lenguas oficiales del país), la isla de Zanzíbar (Tanzania) y, recientemente, en diversas ciudades europeas importantes, entre las que destaca Londres.
El tamil moderno deriva del antiguo tamil hablado entre el siglo III a. C. y el siglo VI d. C., aunque esta es más bien una lengua antecesora con diferencias con el moderno tamil. Más del 55% de las inscripciones epigráficas encontradas en el Indostán están escritas en lengua tamil. La literatura del antiguo tamil es la más antigua que existe entre las lenguas drávidas. Es difícil datar el antiguo tamil y su literatura de manera precisa. Muchos trabajos literarios indios fueron preservados en manuscrito (copiando y recopilando) o a través de la transmisión oral, y es imposible datarlos. Evidencias lingüísticas internas y referencias cronológicas externas indican que el trabajo más antiguo conocido fue realizado probablemente entre el siglo II a. C. y el siglo XVI d. C.
El antiguo tamil evolucionó hacia el tamil medio (s. VII d. C. y X), que a su vez es el origen del moderno tamil y el idioma malayalam, que es en general bastante cercano al tamil moderno.
El sistema de escritura del tamil desciende del alfabeto brahmi. Combina consonantes con vocales para crear caracteres silábicos únicos pero, al contrario que las otras escrituras derivadas del brahmi, no tiene caracteres que representen sonidos con más de una consonante. Actualmente, como el tamil está recibiendo gran influencia de otras lenguas, su sistema de escritura está teniendo problemas a la hora de representar los nuevos vocablos.

## Historia de la lengua

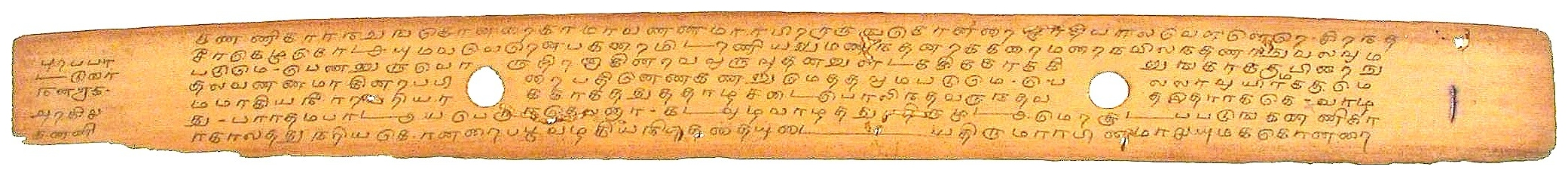
Los textos tamiles más antiguos han sobrevivido como manuscritos de hoja de palma. Aquí se muestra una página de un manuscrito de la obra Sangam Purananuru.

El tamil tiene una historia lingüística de más de dos mil años, que se divide en tres periodos: Tamil antiguo (300 a. C. - 700 d. C.), Tamil medio (700-1600) y el tamil moderno (desde 1600)
La prehistoria del tamil es en gran parte oscura, ya que no está claro si las lenguas dravídicas de la India corresponden a pueblos autóctonos o si llegaron al subcontinente desde el exterior en tiempos prehistóricos. Por otra parte, la idea popular entre los nacionalistas tamiles de que los tamiles proceden del continente hundido de Kumarikkandam debe considerarse puramente legendaria. La etimología del nombre "tamil" tampoco está clara. Entre las derivaciones sugeridas figuran taku "adecuado, apropiado", tāmarai "loto" y *tam-miḻ "lengua propia".
La fase histórica del tamil comienza con la evidencia más antigua conocida de la lengua, inscripciones en piedra del 254 a. C., que están escritas en una forma especial de la escritura brahmán. La obra más antigua conocida de la literatura tamil, la obra gramatical Tolkappiyam', se suele datar en torno al año 100 o 200 a.C. Al igual que los poemas de amor y heroicos de la literatura Sangam escritos en los primeros siglos de nuestra era, el Tolkappiyam está escrito en tamil antiguo. Esta forma lingüística se caracteriza por la frecuente omisión de los finales y no es fácilmente comprensible para los tamiles modernos.
Incluso en los estratos lingüísticos más antiguos del tamil pueden encontrarse, aunque sólo esporádicamente, préstamos del sánscrito y de las lenguas prakrit de la India Media. A partir del siglo VII, la influencia del sánscrito aumentó notablemente en el curso de la progresiva influencia cultural de las zonas tamiles por parte de la cultura aria del norte de la India y alcanzó su punto álgido en el siglo XIX. cultura del norte de la India y alcanzó su apogeo hacia el año 1000. Cada vez más palabras sánscritas llegaron al tamil. Entre los siglos XIV y XVI, se popularizó una verdadera lengua híbrida de sánscrito y tamil (conocida como மணிப்பிரவாளம் maṇippiravāḷam), sobre todo en la literatura religiosa. Sin embargo, la influencia del sánscrito nunca fue tan fuerte en tamil como en las otras lenguas literarias dravídicas. A diferencia de éstas, el tamil no adoptó los sonidos sonoros y aspirados del sánscrito en su propia lengua. El tamil no incorporó los sonidos del sánscrito a su sistema fonético, sino que adaptó en gran medida las palabras prestadas a la fonología tamil. El tamil sánscrito tampoco gozaba automáticamente de un mayor prestigio, sino que seguía siendo simplemente un estilo que existía junto al tamil "puro".
A principios del siglo XX, bajo el liderazgo de E. V. Ramasami, surgió en Tamil Nadu el nacionalismo tamil "movimiento dravidiano" a favor de un Estado dravidiano independiente y en contra del dominio social de la casta brahmán. Al mismo tiempo, las especulaciones sobre un posible origen dravídico de la recién descubierta civilización del Indo y el redescubrimiento de un gran número de obras olvidadas de la literatura sangam aumentaron la autoestima cultural y lingüística de los tamiles. En este clima, el purista lingüístico Tanittamil-Iyakkam (தனித்தமிழ் இயக்கம், "Movimiento del tamil puro"), que pretendía "purificar" el tamil de las influencias sánscritas. Bajo su influencia, la mayoría de los préstamos sánscritos fueron sustituidos por palabras tamiles. El nacionalismo de la lengua tamil también se dirigió contra la creciente influencia de la lengua del norte de la India hindi tras la independencia india. Cuando el gobierno central indio intentó introducir el hindi como única lengua nacional en 1965, se produjeron protestas violentas en Tamil Nadu, incluida la autoinmolación de un activista del partido DMK.
En 2004, el gobierno indio concedió oficialmente al tamil el estatus de lengua clásica.Además del tamil, el sánscrito, el canarés, el malayalam, el odia y el telugu también han recibido este estatus.

## Aspectos sociales y culturales

### Estatus legal y distribución geográfica
El tamil es la lengua oficial del Estado de Tamil Nadu, en la India. Es uno de los idiomas oficiales de los Territorios de la Unión de Pondicherry y las Islas Andamán y Nicobar. Se trata de uno de los 23 idiomas reconocidos a nivel nacional en la Constitución de la India. El tamil es, asimismo, uno de los idiomas oficiales de Sri Lanka y Singapur. En Malasia, la educación primaria en algunas escuelas públicas también se desarrolla totalmente en tamil.
Además, con la creación en 2004 de un estatuto jurídico de lenguas clásicas por el Gobierno indio y después de una campaña política apoyada por varias asociaciones tamiles, este idioma se convirtió en la primera lengua clásica reconocida legalmente en el subcontinente. El reconocimiento fue anunciado por el entonces presidente de la India, el doctor Abdul Kalam, en una sesión conjunta de ambas cámaras del Parlamento indio el 6 de junio de 2004.

## Formas lingüísticas
En el tamil actual prevalece una marcada situación de diglosia, es decir, la lengua coloquial y la escrita son muy diferentes entre sí. Las dos variedades se utilizan en distribución complementaria según la situación. La lengua escrita más prestigiosa (செந்தமிழ் centamiḻ) se utiliza en textos escritos, emisiones de radio y ocasiones formales (discursos, conferencias, etc.). El lenguaje coloquial (கொடுந்தமிழ் koṭuntamiḻ) es el lenguaje de la conversación cotidiana. El lenguaje coloquial también se utiliza de forma limitada en el ámbito escrito, por ejemplo en los diálogos de la prosa literaria moderna. La diglosia es típica de las lenguas del sur de Asia, pero es más pronunciada en el tamil.
El lenguaje coloquial difiere del escrito en cuanto a fonología, morfología y vocabulario. En general, el lenguaje coloquial se caracteriza por una mayor ligereza fonética. Por ejemplo, la frase de despedida போய்விட்டு வாருங்கள் pōyviṭṭu vāruṅkaḷ (literalmente: "vete y vuelve") se convierte en போய்ட்டு வாங்க pōyṭṭu vāṅka en el habla coloquial. Además, el lenguaje coloquial utiliza a veces sufijos diferentes (por ejemplo, -kiṭṭṭa en lugar de -iṭam para el locativo de personas) y difiere en términos de vocabulario debido principalmente al mayor número de palabras prestadas del inglés. La forma lingüística descrita en este artículo es la lengua escrita moderna.
La lengua coloquial se divide a su vez en numerosos dialectos. Los dialectos de Sri Lanka, en particular, difieren de los de la India continental. Son especialmente conservadores y han conservado algunos rasgos del tamil antiguo que se han perdido en la lengua escrita moderna (por ejemplo la triple gradación de deixis: இவன் ivaṉ "esto (aquí)", உவன் uvaṉ "esto (allí)" y அவன் avaṉ "eso"). Paralelamente a los dialectos geográficos, existen dialectos de casta o sociolecto. La principal distinción es entre los dialectos brahmánicos y los no brahmánicos. Debido, entre otras cosas, a la influencia del producción cinematográfica tamil, se ha desarrollado una especie de lengua coloquial estándar suprarregional, basada en la lengua utilizada por la población culta no brahmán.

## Descripción lingüística

### Clasificación
El tamil es una lengua drávida meridional. El antiguo tamil es especialmente cercano con el antiguo kannada. Además de estas dos lenguas, probablemente existió un proto-tulu-kodaga y estas tres lenguas forman los antecesores del moderno bloque dialectar dravídico meridional.

### Gramática
Al igual que las otras lenguas drávidas, el tamil moderno es una lengua aglutinante, predominantemente sufijante y con orden sintáctico preferente y regens post rectum. El nombre distingue dos géneros: animado vs. no animado.

## Sistema de escritura

### Consonantes
| க                 | ங       | ச                 | ஞ       |
| ka /ka/ o ga /ga/ | ṅa /ŋa/ | ca /ʧa/ o sa /sa/ | ña /ɲa/ |
| ட                 | ண       | த                 | ந       |
| ṭa /ʈa/ o ḍa /ɖa/ | ṇa /ɳa/ | ta /t̪a/ o da /d̪a/ | na /n̪a/ |
| ப                 | ம       | ய                 | ர       |
| pa /pa/ o ba /ba/ | ma /ma/ | ya /ja/           | ra /ɾ̪a/ |
| ல                 | வ       | ள                 | ழ       |
| la /l̪a/           | va /ʋa/ | ḷa /ɭa/           | ḻa /ɻa/ |
| ற                 | ன       | ஜ*                | ஷ*      |
| ṟa /ra/           | ṉa /na/ | ja /ʤa/           | ṣa /ʂa/ |
| ஸ*                | ஹ*      |                   |         |
| sa /sa/           | ha /ɦa/ |                   |         |

* Sonidos no nativos del tamil

### Vocales
| ்  | sin vocal | க் | k   |
| அ | a /a/     | க | ka  |
| ஆ | ā /a:/    | கா | kā  |
| இ | i /i/     | கி | ki  |
| ஈ | ī /i:/    | கீ | kī  |
| உ | u /u/     | கு | ku  |
| ஊ | ū /u:/    | கூ | kū  |
| எ | e /e/     | கெ | ke  |
| ஏ | ē /e:/    | கே | kē  |
| ஐ | ai /aj/   | கை | kai |
| ஒ | o /o/     | கொ | ko  |
| ஓ | ō /o:/    | கோ | kō  |
| ஔ | au /aw/   | கௌ | kau |

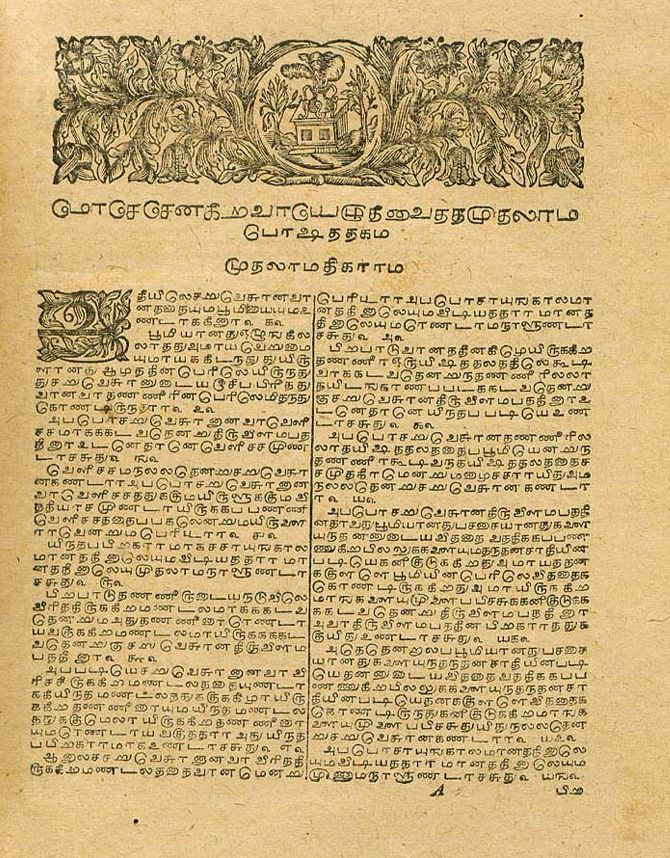
Biblia en tamil de 1723.

Las formas de u y ū pueden cambiar en cada letra

## Números
| 0 | 1 | 2 | 3 | 4 | 5 | 6 | 7 | 8 | 9 | 10 | 100 | 1000 |
| ௦ | ௧ | ௨ | ௩ | ௪ | ௫ | ௬ | ௭ | ௮ | ௯ | ௰  | ௱   | ௲    |
| - | - | - | - | - | - | - | - | - | - | -- | --- | ---- |

## Textos
- Aintiram

## Ejemplo
Pronunciación:

Āciriyar vakuppukkuḷ nuḻaintār.

Avar uḷḷē nuḻaintavuṭaṉ māṇavarkaḷ eḻunkaṉar.

Vaḷavaṉ maṭṭum taṉ arukil niṉṟu koṇṭirunta māṇavi kaṉimoḻiyuṭaṉ pēcik koṇṭiruntāṉ.

Nāṉ avaṉai eccarittēṉ.

Escritura tamil:

ஆசிரியர் வகுப்புக்குள் நுழைந்தார்.

அவர் உள்ளே நுளைந்தவுடன் மாணவர்கள் எழுந்தனர்.

வளவன் மட்டும் தன் அருகில் நின்று கொண்டிருந்த மாணவி கனிமொழியுடன் பேசிக் கொண்டிருந்தான்.

நான் அவனை எச்சரித்தேன்.

Traducción al español:

El profesor entró al aula.

Tan pronto como entró, los estudiantes se levantaron.

Excepto Valen quien hablaba con su vecino Kanimozhi.

Yo le advertí.

## Vocabulario
Gran parte del vocabulario tamil está formado por palabras heredadas cuyo origen se remonta al proto-dravidiano. Además, el tamil también ha tomado prestado un gran número de préstamos de otras lenguas, en particular del sánscrito y, más recientemente, del inglés.
Una parte considerable del vocabulario tamil procede del sánscrito, la lengua clásica del hinduismo. En muchos casos, existen duplicados de palabras con el mismo significado que tienen su origen en el sánscrito o el tamil, p. ej. பூமி pūmi (del sánscrito भूमि bhūmi) y மண் maṇ "tierra" o சந்திரன் cantiraṉ (del sánscrito चन्द्र candra) y நிலா nilā "luna". La influencia del sánscrito fue incluso mayor en algunos momentos, pero en la primera mitad del siglo XX muchos préstamos sánscritos fueron sustituidos por palabras tamiles por razones de purismo lingüístico (véase la sección Historia de la lengua). Se estima que hacia 1900, alrededor del 50 por ciento de las palabras del tamil escrito procedían del sánscrito, mientras que en 1950 su proporción ya había descendido al 20 por ciento. La proporción de palabras sánscritas en el tamil es, por tanto, significativamente menor que en las demás lenguas de la India, incluidas las lenguas dravídicas vecinas. Para los neologismos, para cuya formación se utiliza el sánscrito en las demás lenguas indias de forma similar al latín o el griego antiguo en Europa, en el caso del tamil se recurre a las raíces tamiles. Sin embargo, estas creaciones de palabras suelen tener dificultades para imponerse a los préstamos del inglés: Por ejemplo, en lugar del tamil தொலைபேசி tolaipēci (literalmente sobre "teléfono"), se suele oír el inglés டெலிபோன் ṭelipōṉ para "teléfono".
Durante la época colonial británica, el inglés dejó claras huellas en el vocabulario tamil. La influencia del inglés ha continuado sin cesar incluso después de la independencia de la India. Numerosas palabras proceden del inglés, sobre todo términos modernos como பஸ் pas "autobús" (del inglés bus), லீவு līvu "vacaciones" (del inglés leave) o ரெயில் reyil "ferrocarril" (del inglés rail). Un número extraordinario de palabras inglesas se utilizan sobre todo en la lengua hablada. Es posible oír una frase como உன் வாய்ஸ் ஸ்வீட்டா இருக்கு uṉ vāys (voz) svīṭṭā (dulce-ā) irukku "tu voz es dulce".
A través del contacto con el Islam, el tamil adoptó algunas palabras del árabe y el persa, como வக்கீல் vakkīl "abogado" (del árabe وكيل wakīl) o திவான் tivāṉ "ministro" (del persa ديوان dīwān). El portugués y el neerlandés también dejaron su huella en el tamil durante el periodo colonial, aunque en mucha menor medida que el inglés. Palabras como மேசை mēcai "mesa" (del portugués mesa) proceden de estas lenguas, ஜன்னல் jaṉṉal "ventana" (del portugués janela) o கக்குசு kakkucu "retrete" (del neerlandés kakhuis).
Entre los pocos préstamos tamiles en alemán se encuentran "catamarán" (tamil கட்டுமரம் kaṭṭumaram, de kaṭṭu "banda, fardo", y maram "árbol", en el sentido de "barco hecho de troncos de árbol atados juntos"), "curry" (de கறி kaṟi, originalmente "vegetal"), pariah (de பறையர் paṟaiyar, originalmente el nombre de una casta de tamborileros) y posiblemente mango (de மாங்காய் māṅkāy "(inmaduro) mango") y "Kuli" (de கூலி kūli "salario").